# Muris Mešanović
Muris Mešanović (ur. 6 lipca 1990 w Sarajewie) – bośniacki piłkarz występujący na pozycji napastnika. Były młodzieżowy reprezentant Bośni i Hercegowiny.

## Sukcesy

### Klubowe
Slavia Praga
- Mistrzostwo Czech: 2016/2017, 2018/2019
- Wicemistrzostwo Czech: 2017/2018
- Zdobywca Pucharu Czech: 2017/2018, 2018/2019